# Akoulovo

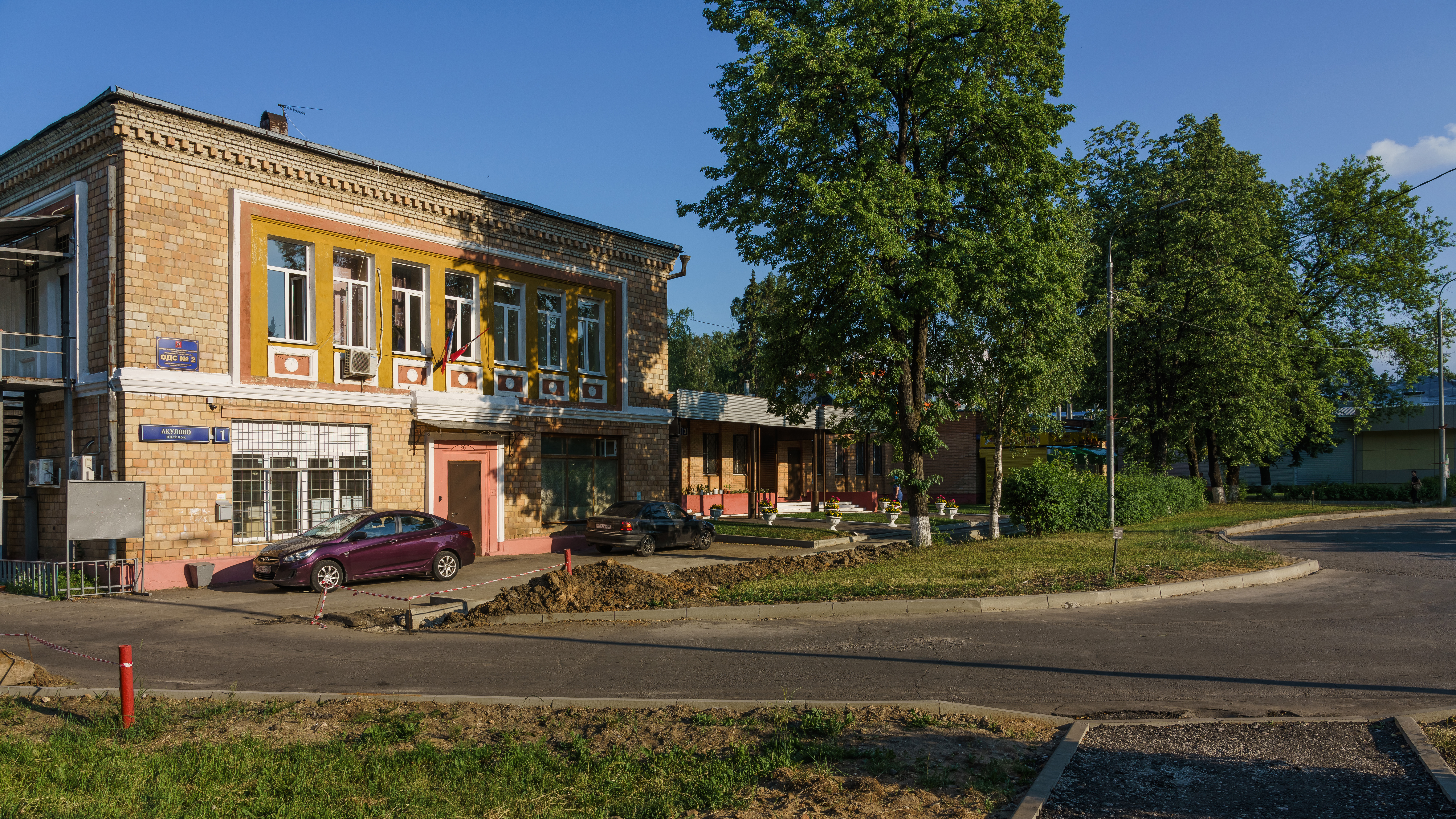
Place centrale d'Akoulovo.

Akoulovo (Аку́лово) est un village faisant partie de la municipalité de Moscou qui se trouve à 13 km au nord-est du territoire de Moscou et à 20 km au nord du village de Vostotchny, avec lequel Akoulovo forme le district municipal de Vostotchny dans le district administratif est de la ville de Moscou,.
Akoulovo est une exclave dans l'oblast de Moscou, se composant de deux parties séparées et se trouvant à la limite des districts municipaux de Mytichi et de Pouchkino de l'oblast de Moscou.
Il a été fondé en 1937 pour les ouvriers du réservoir Outchinskoïe et le complexe hydrotechnique attenant.